# Malaisie aux Jeux olympiques d'hiver de 2022
La Malaisie  participe aux Jeux olympiques d'hiver de 2022 à Pékin en Chine du 4 au 20 février 2022. Il s'agit la deuxième participation du pays aux Jeux d'hiver.

## Résultats en ski alpin
Deux skieurs malais parviennent à décrocher un quota respectif :
- Chez les hommes, Jeffrey Webb qui était déjà présent dans la délégation malaise à PyeongChang où il avait fini 68e en slalom géant. Il est basé dans l'État de Washington.
- Chez les femmes, Aruwin Salehhuddin, qui aura à peine 18 ans, participe à ses premiers Jeux ; elle est établie aux États-Unis dans le Colorado[2]. Aruwin suit les traces de son père Ayob Salehuddin qui avait participé en kayak aux Jeux olympiques d'Atlanta en 1996.

| Athlète            | Épreuve             | 1re manche   | 1re manche | 2e manche    | 2e manche | Total         | Total    |
| Athlète            | Épreuve             | Temps        | Rang       | Temps        | Rang      | Temps         | Rang     |
| ------------------ | ------------------- | ------------ | ---------- | ------------ | --------- | ------------- | -------- |
| Jeffrey Webb       | Slalom hommes       | Abandon      | Abandon    | Éliminé      | Éliminé   | Éliminé       | Éliminé  |
| Aruwin Salehhuddin | Slalom femmes       | Abandon      | Abandon    | Éliminée     | Éliminée  | Éliminée      | Éliminée |
| Aruwin Salehhuddin | Slalom géant femmes | 1 min 6 s 13 | 46e        | 1 min 6 s 15 | 38e       | 2 min 12 s 38 | 38e      |